# Filip II Junior
Marcus Iulius Philippus Severus (n. 237 d.Hr. – d. septembrie 249 d.Hr., Roma, Imperiul Roman), cunoscut sub numele de Filip II Junior, a fost fiul împăratului roman Filip Arabul și al Marciei Otacilia Severa. Conform unor surse, a avut o soră, Iulia Severa.
Când tatăl său a devenit împărat, în 244, Filip Iunior a fost ridicat la rangul de Caesar (co-împărat). Filip a fost consul în 247 și apoi în 248. De fapt, el nu a exercitat nici o autoritate, fiind minor. La vestea că Filip Arabul a fost ucis la Verona de către uzurpatorul Decius, garda pretoriană de la Roma l-a asasinat pe micul Filip. El a murit în brațele mamei sale, la vârsta de numai 11 ani.